# 戈登 (阿拉巴马州)
戈登（英語：Gordon），是美国阿拉巴马州下属的一座城鎮。面积约为3.2平方英里（约合8.3平方公里）。根据2010年美国人口普查，该市有人口332人，人口密度为103.62/平方英里（约合40/平方公里）。